# Будимска брда
Будимска брда (мађ. Budai-hegység)су низак планински ланац бројних брежуљака који се простиру на будимској страни Будимпеште, главног града Мађарске. Најпознатија брда која се налазе у границама града су брдо Гелерт, Вархеђ, Рожадомб, Швабхеђ, Јаношхеђ, Сечењхеђ и Шашхеђ. Ова брда поред паркова и шума имају и урбане насељена подручја. 
Многе планине планинског ланца налазе се у границама Будимпеште, на будимској страни I, II, III и XII округа. Делови унутар главног града се такође заједнички називају Будимска брда или Будимске планине. Будимска брда такође обухватају Пати, Нађковачи, Реметеселеш, део Шољмара и село Телки. Планински венац је омеђен планинама Пилиш на северу, басеном Замбеки на западу, Терекбалинтом, Диошдом и Ердом на југу и Дунавом (Визиварош) на истоку. Његова највиша тачка је Нађ-Копас, која је висока 559 метара.

## Геологија
Будаерш доломит анизијско-карнског доба (период тријаса) је најстарија формација која се појављује у Будимским брдима. Млађа тријаска сукцесија је састављена од кречњачког доломита и кречњака (фације басена), и доломита у комбинацији са кречњаком (платформска фација). Тријаска површина је састављена од карстификованих карбоната, који су прекривени сукцесијом горњег еоцена направљеном од слојева конгломерата.
Током периода од терминалне креде до Приабона, ово подручје је било крашко копнено окружење са изразитим рељефним разликама. То је такође било време када су тријаске формације еродиране. Континентални период (завршен трансгресијом у касном еоцену) карактерише формирање малих лепеза у подножју падине. Лепезе су садржале значајне количине кластова андезита захваљујући блиској локацији лепеза са стенама извора андезита. Класти су се тада могли преносити периодичним токовима дуж долина. Касноеоценска трансгресија прерадила је нагомилане копнене седименте.

## Значајнија брда
Најзначајнија брда региона су:
- Будаерш (брдо)
- Ференц (брдо)
- Јанош (брдо)
- Кућа (брдо)
- Копас (брдо)
- Нађ−Сенаш (брдо)
- Ремете (брдо)
- Сабадшаг (брдо)
- Сечењ (брдо)
- Жирош (брдо)

## Структура површине
| Искоришћење простора | Површина    | Однос површина |
| -------------------- | ----------- | -------------- |
| Стамбена зона        | 6.139,6 ha  | 30,6%          |
| Оранице              | 1.674,3 ha  | 8,3%           |
| Баште                | 319,7 ha    | 1,6%           |
| Виногради            | 39,8 ha     | 0,2%           |
| Ливаде, пашњаци      | 1.509,9 ha  | 7,5%           |
| Шуме                 | 10.390,0 ha | 51,7%          |
| Водене површине      | 15,3 ha     | 0,1%           |